# Хлорид срібла

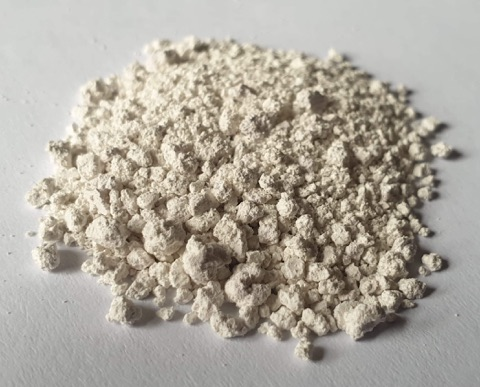
Хлори́д срі́бла

Хлори́д срі́бла (хлористе срібло) — AgCl, неорганічна бінарна сполука срібла з хлором, срібляста сіль хлоридної кислоти. У нормальних умовах має вигляд білого порошку або безбарвного кристалу. Зустрічається в природі у вигляді мінералу хлораргірита.

## Хімічні властивості
- Розкладається при кімнатній температурі під дією світла:

{\displaystyle {\mathsf {2AgCl=2Ag+Cl_{2}}}}
- Утворює з гідратом аміаку, тіосульфату і ціанідами лужних металів розчинні комплексні сполуки:

{\displaystyle {\mathsf {AgCl+2NH_{3}\cdot H_{2}O=[Ag(NH_{3})_{2}]Cl+2H_{2}O}}}
{\displaystyle {\mathsf {AgCl+2Na_{2}SO_{3}S=Na_{3}[Ag(SO_{3}S)_{2}]+NaCl}}}
{\displaystyle {\mathsf {AgCl+2KCN=K[Ag(CN)_{2}]+KCl}}}
- Вступає у окислювально-відновні реакції, відновлюючись до металевого срібла :

{\displaystyle {\mathsf {4AgCl+2BaO\ {\xrightarrow {>324\ ^{o}C}}\ 2BaCl_{2}+4Ag+O_{2}}}}
{\displaystyle {\mathsf {2AgCl+Zn=ZnCl_{2}+2Ag\downarrow }}}
{\displaystyle {\mathsf {2AgCl+2KOH+H_{2}O_{2}=2KCl+2Ag\downarrow +O_{2}\uparrow +2H_{2}O}}}
Окислювальні властивості хлориду срібла використовується для добування металу з срібловмісних відходів :
{\displaystyle {\mathsf {4AgCl+2Na_{2}CO_{3}\ {\xrightarrow {850-900\ ^{o}C}}\ 4NaCl+4Ag+2CO_{2}+O_{2}}}}
{\displaystyle {\mathsf {4AgCl+CH_{2}O+6NaOH=4Ag\downarrow +Na_{2}CO_{3}+4NaCl+4H_{2}O}}}
- Розчиняється в концентрованих розчинах хлоридів і соляної кислоти, утворюючи комплекси :

{\displaystyle {\mathsf {AgCl+Cl^{-}=[AgCl_{2}]^{-}}}}
- Повільно реагує з концентрованою сульфатною кислотою при кип'ятінні :

{\displaystyle {\mathsf {2AgCl+H_{2}SO_{4}=Ag_{2}SO_{4}+2HCl\uparrow }}}
- У розчинах рідкого аміаку через розчинність в ньому солі можна провести реакції обмінну, недоступні у водних розчинах:

{\displaystyle {\mathsf {2AgCl+Ba(NO_{3})_{2}\ {\xrightarrow {NH_{3}}}\ BaCl_{2}\downarrow +2AgNO_{3}}}}